# Bernard Lagat
Bernard Kipchirchir Lagat (* 12. prosince 1974 Kapsabet) je původem keňský atlet, který od roku 2005 reprezentuje Spojené státy americké.
Jeho specializací je běh na středních a dlouhých tratích. Jako první atlet v historii vyhrál na mistrovství světa závod na 1500 a 5000 metrů. Tohoto výkonu dosáhl na světovém šampionátu v Ósace v roce 2007. O dva roky později na MS v atletice v Berlíně vybojoval v běhu na 1500 m bronz a později získal v závodě na 5000 m stříbro. Je také trojnásobným halovým mistrem světa (2004, 2010, 2012) v běhu na 3000 metrů.

## Osobní rekordy
Hala
- 1500 m – 3:33,34 – 11. února 2005, Fayetteville
- 3000 m – 7:32,43 – 17. února 2007, Birmingham

Venku
- 1500 m – 3:26,34 – 24. srpna 2001, Brusel
- 3000 m – 7:29,00 – 29. srpna 2010, Rieti
- 5000 m – 12:53,60 – 22. července 2011, Monako